# Saint-Pal-de-Chalencon

Saint-Pal-de-Chalencon este o comună în departamentul Haute-Loire, Franța. În 2009 avea o populație de 1,014 de locuitori.